# 西太美村
西太美村（にしふとみむら）は、かつて富山県西礪波郡にあった村。
村の名前は、当地が平安期の荘園、すなわち醍醐寺遍智院・三宝院領であった太海郷の西部地域として付けられた名前である（太海は後に太美に書き換えられた）。また、当時この地を支配していた福光城主石黒氏の一族太海太郎光能の名にちなむという説もある。

## 沿革
- 1889年（明治22年）4月1日 - 町村制の施行により、礪波郡小院瀬見村、小二又村、天池出村、南広谷村、糸谷新村、香城寺村、才川七村の区域の一部、土生村の区域の一部、嫁兼村の区域の一部の区域をもって、礪波郡西太美村が発足する。
- 1896年（明治29年）3月29日 - 郡制の施行のため、礪波郡が分割して、西礪波郡が発足により、西礪波郡に所属となる。
- 1952年（昭和27年）5月1日 - 西礪波郡福光町、石黒村、西太美村、広瀬村、広瀬館村、太美山村、東太美村、吉江村、東礪波郡北山田村及び山田村が合併して、西礪波郡福光町が発足する。

## 経済
農業
『大日本篤農家名鑑』によれば西太美村の篤農家は、「七山勝太郎、桃野八郎右衛門、谷村金四郎、村田四郎平、川原長平」などがいた。

## 出身人物
- 桃野忠義（政治家・元福光町長）